# Preweza (gmina)
Preweza (gr. Δήμος Πρέβεζας, Dimos Prewezas) – gmina w Grecji, w administracji zdecentralizowanej Epir-Macedonia Zachodnia, w regionie Epir, w jednostce regionalnej Preweza. W 2011 roku liczyła 31 733 mieszkańców. Powstała 1 stycznia 2011 roku w wyniku połączenia dotychczasowych gmin: Zalongo, Luros i Preweza. Siedzibą gminy jest Preweza.